# Helena Rubinstein (cosmétique)
Helena Rubinstein est une société de produits cosmétiques créée par Helena Rubinstein en 1902 et propriété du groupe L'Oréal depuis 1984.

## Historique

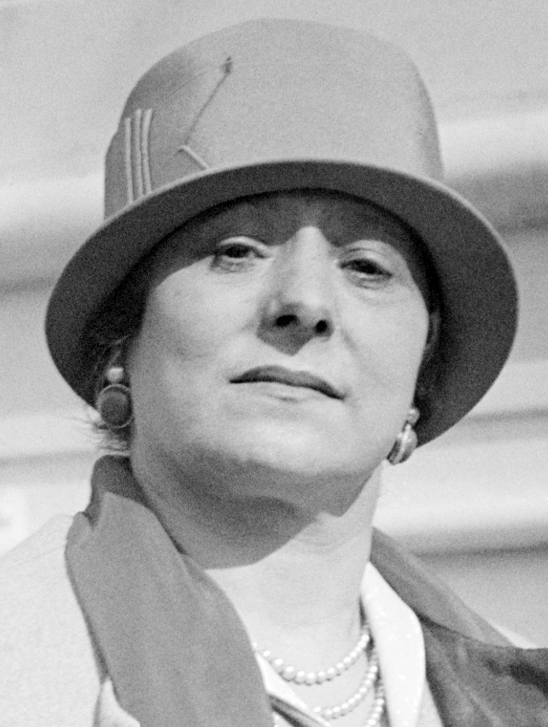
Helena Rubinstein.

### Origines de la société
Après avoir commencé des études de médecine en Suisse, Helena Rubinstein part à 18 ans, pour l'Australie. Inspirée par un onguent qu'elle tenait d'un ami chimiste hongrois, la crème Valaze, un mélange d'herbes, d'écorces et d'amande, elle crée sa propre pommade pour les peaux abimées des Australiennes. Devant le succès de cette crème auprès de ses amies, elle ouvre en 1902, un boutique à Melbourne, et produit d'autres crèmes, lotions et savons, « comprenant qu'il faut adapter sa formule aux différents types de peau  ». Elle y installe aussi une cabine, inventant ainsi le concept d'institut de beauté qu'elle appelle « boutique-institut ».
En 1908, ayant l'intuition que beauté et science sont intrinsèquement liées, elle cède la boutique à sa sœur pour parcourir le monde et rencontrer des scientifiques. Elle s'établit en premier en Angleterre pour ouvrir d'autres enseignes à Londres vendant ses produits. Parmi ses rencontres, elle consultera Marie Curie qui lui apprend que le corps respire aussi par la peau. Helena affirma : « Mon désir permanent d'être à l'avant-garde de la recherche scientifique a convaincu le corps médical que la beauté n'est pas une chose futile ». En 1910, elle dresse la classification des types de peau (grasse, sèche, normale). Helena Rubinstein marque ainsi vite la différence et assied définitivement sa notoriété, en imposant à tous ses produits des tests scientifiques rigoureux, ce qui ne s’était jamais fait auparavant.
En 1912, elle décide de s’installer à Paris parce que les « Françaises ont plus le goût du maquillage que les Anglaises ». Elle va y fréquenter le gratin de l'intelligentsia parisienne. Dans sa « Maison de Beauté » de la rue du Faubourg-Saint-Honoré, elle propose des massages et fait parler d’elle en choquant la bonne société bourgeoise. Colette est l’une des premières à accepter de se dénuder pour se faire masser et lancera la mode.
En 1914, Helena Rubinstein, mariée avec Edward William Titus, un journaliste américain, se laisse convaincre de quitter l'Europe qui sombre dans la guerre pour s’installer aux États-Unis. À New York, elle ouvre son premier institut qui est rapidement suivi d'implantations à Chicago et Boston. Mais cette fois, elle n’est plus la pionnière : elle doit faire face à Estée Lauder, une Hongroise et Elisabeth Arden, une Canadienne, toutes deux déjà bien implantées sur le marché américain. Helena appelle, Elisabeth Arden, sa rivale historique, « L'Autre » et cette dernière surnomme Helena, « la mafia polonaise » en référence à ses huit sœurs à qui Helena confie des responsabilités dans sa compagnie à chaque fois qu'elle le peut.
En 1928, elle décide de revendre ses succursales américaines à Lehman Brothers pour 7,3 millions de dollars, un prix exceptionnel à cette époque. Avec la crise de 1929 qui survient quelques mois plus tard, les cours boursiers s’effondrent. Ne voulant pas voir effacées des années de travail, elle rachète ses actions et ses parts pour 2 millions de dollar. Cette transaction fera d'elle une des femmes les plus riches des États-Unis. Durant la Seconde Guerre mondiale, elle perd une partie de ses avoirs en Europe et s'exile à New York.
En 1946, elle utilise en Europe une astuce marketing pour ses produits : les présenter comme des nouveautés venues d’Amérique. Dans les années 1950, avec l’engouement pour tout ce qui venait des États-Unis, elle décuplera sa fortune en quelques années.
Helena Rubinstein meurt à New York le 1er avril 1965, à l'âge de 94 ans, laissant à son fils une fortune colossale.

### Innovations cosmétiques

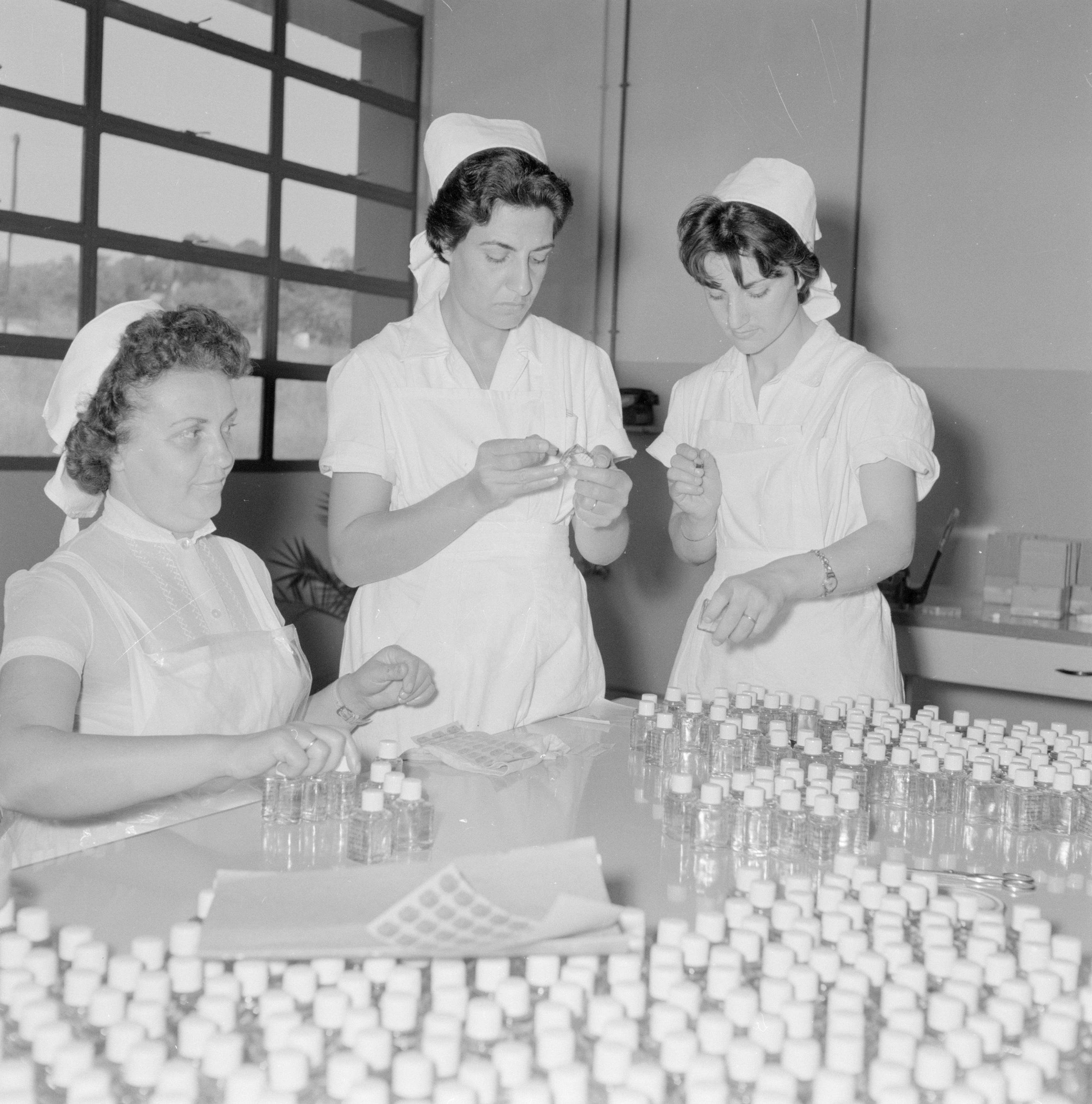
Employées dans l'usine de Nazareth (Israël) en 1964.

Helena Rubinstein fut l'inventrice de nombreuses innovations du monde de la beauté, grâce à ses relations avec de nombreux scientifiques et à l'écoute de ses clientes.
En 1902, elle invente le concept de cabine et des salons de beauté.
En 1910, elle dresse la classification des types de peau. Elle fut la première à énoncer le principe que tous les types de peau ne pouvaient être traités de la même manière : un concept qui semble banal aujourd’hui, mais qui était complètement novateur à cette époque.
Elle fut la première à penser que le premier soin de base était l’hydratation de la peau, à imaginer d’utiliser le lait comme émulsion légère[réf. nécessaire].
Elle fut la première à mettre sur le marché un autobronzant.
Elle a inventé le tube de mascara, qui a révolutionné le maquillage des cils. En 1939, elle rachète à la chanteuse autrichienne Helene Winterstein-Kambersky (de) la licence du mascara résistant à l'eau de son invention et crée en 1956 le premier mascara rechargeable en tube (Mascara Matic), avec une brosse pour pouvoir l’étaler facilement sur les cils. Ce mascara, enrichi en fibres de soie (ce qui rend le cil plus souple), est rebaptisé en 1964 « Long Lash ».
Elle fut encore la première à mettre en avant le lien essentiel entre alimentation, nutrition et beauté.
Elle créa le marketing événementiel, lorsqu'en 1939, elle présente son nouveau « mascara waterproof cake » lors d'un ballet aquatique et lorsqu'en 1941 à New York, pour le lancement de son troisième parfum, Heaven Sent, elle organise un lâcher de 5 000 ballons avec des messages et des échantillons.
Vers 1944, elle créa des « Beauty classes » pour enseigner les gestes de soins et de maquillages, affirmant : « Il n'y a pas de femmes laides, il n'y a que des femmes paresseuses ».

### Depuis 1965
Avec la mort d'Helena Rubinstein en 1965, s'ouvre une période de ventes successives. La société est vendue au groupe Colgate-Palmolive en 1974 puis au groupe Albi International en 1980.
En 1984, le groupe L'Oréal acquiert les marchés de l'Amérique latine et du Japon, avant d'acquérir la totalité de la société en 1988.
Depuis l'intégration dans le groupe L'Oréal, la marque s'est recentrée sur ses valeurs d'innovation et d'anti-âge de luxe.
En 1997, « Face sculptor » est le premier soin vendu comme une « chirurgie sans bistouri » complémentaire des interventions chirurgicales esthétiques.
Le lancement de « Prodigy Re-Plasty » en 2008 se fait en partenariat avec le laboratoire Laclinic (Montreux, Suisse) et en collaboration avec les CHU de Besançon (France) et de Liège (Belgique)
En 2009, la société lance le parfum Wanted, créé par Dominique Ropion et Carlos Benaim, une fragrance franco-américaine, symbolisant Helena Rubinstein, une femme partagée entre les deux continents. Des États-Unis, la fragrance reprend le muguet et la pomme, symboles de la propreté et de l'Europe elle reprend la violette et l'iris, exaltant une sensualité boisée et fleurie.
L'actrice américaine Demi Moore devient l'égérie anti-âge de la marque.
Par la suite sort « Collagenist V lift », qui agit sur l'affaissement et l'empâtement du visage.